# Штефан Ройтер
Штефан Ройтер (нім. Stefan Reuter, нар. 16 жовтня 1966, Дінкельсбюль) — німецький футболіст, колишній захисник «Баварії», «Нюрнберга», «Ювентуса», дортмундської «Боруссії», та збірної Німеччини.

## Клубна кар'єра
Штефан Ройтер почав свою кар'єру в клубі «Дінкельсбюль» як правий захисник. З 1982 року він почав грати за «Нюрнберг» — спочатку в Другій Бундеслізі, а починаючи з 1985 року, і в Бундеслізі. В цей час він іноді використовувався як правий півзахисник.
В 1988 році відбувся трансфер Ройтера до «Баварії». За «Баварію» він зіграв 95 ігор в Бундеслізі і забив чотири голи. Він здобув титул чемпіона Німеччини з «Баварією» в сезонах 1988-89 і 1989-90.
Пропозиція перейти в «Ліверпуль» після переможної кампанії збірної ФРН на Кубку світу 1990 була відхилена в останню хвилину через те, що більшість співвітчизників Штефана грали в італійських клубах. В результаті з 1991 по 1992 роки він грав за «Ювентус», але незабаром повернувся в Німеччину, приєднавшись до дортмундської «Боруссії». З «Боруссією» Рейтер виграв Бундеслігу 1994-95, 1995-96 і 2001-02, і Лігу чемпіонів УЄФА 1996-97. Команда також виходила в фінал Кубка УЄФА в 1993 і 2002 роках. В цілому він зіграв 307 ігор за дортмундців і забив 11 голів у Бундеслізі до виходу на пенсію в 2004 році.

## Кар'єра футбольного менеджера
По завершенню кар'єри гравця в 2004 році Ройтер залишився в «Боруссії» на посаді спортивного директора, але пропрацював там лише рік. В 2006-му йому запропонували таку ж посаду в клубі «Мюнхен 1860», де Штефан залишився до 2009 року. Останнім клубом в менеджерській кар'єрі Ройтера з 2012-го є «Аугсбург».

## Титули і досягнення
- Чемпіонат Німеччини
  - Чемпіон (5): 1988–89, 1989–90, 1994–95, 1995–96, 2001–02
- Суперкубок Німеччини
  - Володар (3): 1990, 1995, 1996
- Чемпіонат Італії
  - Віце-чемпіон (1): 1991–92
- Кубок Італії
  - Фіналіст (1): 1991–92
- Кубок УЄФА
  - Фіналіст (2): 1992–93, 2001–02
- Ліга чемпіонів
  - Переможець (1): 1996–97
- Міжконтинентальний кубок
  - Володар (1): 1997
- Чемпіонат світу
  - Чемпіон (1): 1990
- Чемпіонат Європи
  - Чемпіон (1): 1996
  - Фіналіст (1): 1992
- Чемпіон Європи (U-16): 1984